# Kurt Koffka
Kurt Koffka, född den 18 mars 1886 i Berlin, död den 22 november 1941 i Northampton, Massachusetts, var en tysk-amerikansk psykolog.

## Biografi
Koffka var son till en advokat och hade en bror som senare blev domare. Redan i tidiga år gjorde en farbror, som var biolog, honom intresserad av filosofi och vetenskap. Han började studera filosofi under Carl Stumpf vid universitet i Berlin och avlade 1909 doktorsexamen med en avhandling med titeln Experimental-untersuchungen zur Lehre vom Rhythmus.
Vid sidan av sina studier i Berlin tillbringade Koffka också ett år, 1904–1905, vid universitetet i Edinburgh i Skottland, där han utvecklade sin kunskaper i engelska. Detta var en färdighet som senare hjälpte honom i hans ansträngningar att sprida gestaltpsykologin utanför tyska gränser och att bekanta sig med brittisk psykologi. När han återvände till Berlin, bestämde han sig för att förändra sina studier från filosofi till psykologi. Han var verksam vid Johann Wolfgang Goethe-Universität i Frankfurt när Max Wertheimer 1910 inbjöd honom att delta i hans forskning om phi-fenomenet.
Koffka lämnade Frankfurt 1912 för att arbeta vid universitetet i Giessen där han stannade till 1924. Under första världskriget arbetade han inom militären i en position som senare ledde honom till en professur i experimentell psykologi. 
Koffka flyttade sedan till USA, där han var gästprofessor vid Cornell University 1924–1925, och två år senare vid University of Wisconsin-Madison. År 1927 antog han en plats vid Smith College i Northampton, Massachusetts, där han stannade till sin död 1941.
Koffka utformade, tillsammans med Wolfgang Köhler och Max Wertheimer, gestaltpsykologin. Hans viktigaste verk är Principles of Gestalt Psychology (1935). Han medverkade till att etablera de teorier som ligger till grund för skolan i gestaltpsykologi och han är känd i dag som den främsta talesmannen för denna riktning.